# 第14普通科連隊
第14普通科連隊（だいじゅうよんふつうかれんたい、英語: JGSDF 14th Infantry Regiment）は、陸上自衛隊金沢駐屯地（石川県金沢市）に駐屯する第10師団隷下の普通科連隊である。

## 概要

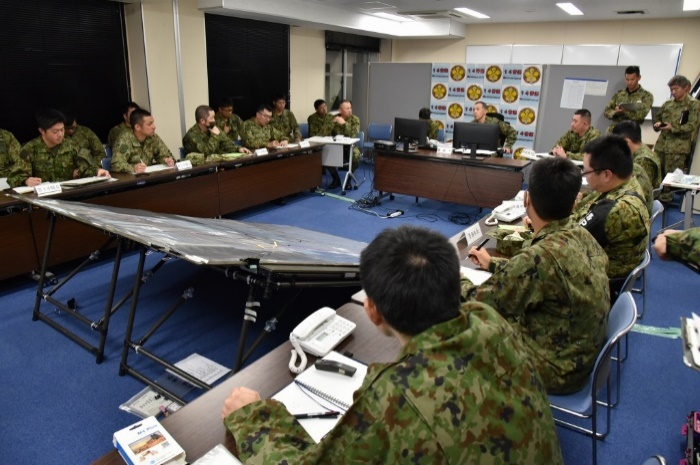
令和6年能登半島地震に伴う災害派遣を指揮する連隊司令部

連隊本部、本部管理中隊、4個普通科中隊および重迫撃砲中隊により編成される。連隊長は、1等陸佐（二）をもって充てられ、金沢駐屯地司令を兼ねる。
訓練は主に三小牛山演習場、饗庭野演習場および関山演習場で実施している。
ここ近年では、RANGER山岳訓練にも力を入れており、隊区である剱岳(源次郎尾根、八ツ峰、平蔵谷、A2)、立山、白山をベースに山岳訓練を実施している他、3夜4日における北アルプス縦走訓練や、夏季RANGER訓練、冬季RANGER訓練において山地機動訓練、救助訓練を実施している。その影響と実績もあり金沢ALPINE RANGERと呼ばれている。

## 沿革
- 1954年（昭和29年）
  - 9月25日：第14普通科連隊（連隊本部および第1大隊）が水島駐屯地において編成完結。第2大隊は出雲駐屯地、第3大隊は久居駐屯地に配置。
  - 10月9日：連隊本部および直轄中隊が水島駐屯地から金沢駐屯地に移駐。第1管区隊の隷下に編合。
  - 10月10日：第14普通科連隊長が金沢駐屯地司令職を兼務。
  - 10月16日：第2大隊が出雲駐屯地から金沢駐屯地に移駐。
  - 10月20日：第1大隊が水島駐屯地から金沢駐屯地に移駐。
- 1958年（昭和33年）6月26日：第10混成団が新編され第10混成団の隷下に編合。
- 1959年（昭和34年）6月2日：第2大隊が金沢駐屯地から守山駐屯地に移駐。
- 1962年（昭和37年）1月18日：第10混成団の第10師団への改編に伴い、連隊再編。

1. 第1大隊（金沢駐屯地）を基幹として連隊本部、本部管理中隊、4個普通科中隊および重迫撃砲中隊の編成に改編。
2. 第2大隊（守山駐屯地）を基幹として連隊本部、本部管理中隊、4個普通科中隊および重迫撃砲中隊の編成で第35普通科連隊が守山駐屯地において編成完結。
3. 第3大隊（久居駐屯地）を基幹として連隊本部、本部管理中隊、4個普通科中隊および重迫撃砲中隊の編成で第33普通科連隊が久居駐屯地において編成完結。

- 1991年（平成03年）3月29日：第10師団の近代化改編により、高機動車等を装備した自動車化連隊に改編。
- 2004年（平成16年）3月29日：連隊改編。

1. 第10対戦車隊の廃止に伴い、対戦車中隊を隷下に新編。
2. 後方支援体制変換に伴い、整備部門を第10後方支援連隊第2整備大隊第1普通科直接支援中隊へ移管。

- 2014年（平成26年）3月26日：第10師団改編に伴い、対戦車中隊を廃止。

## 部隊編成
- 第14普通科連隊本部
- 本部管理中隊「14普-本」
  - 中隊本部
  - 連隊本部班：82式指揮通信車
  - 情報小隊：軽装甲機動車、偵察用オートバイ
  - 施設作業小隊：小型ドーザ、資材運搬車
  - 通信小隊
  - 補給小隊：3 1/2tトラック
  - 衛生小隊：1トン半救急車
  - 狙撃班
- 第1普通科中隊「14普-1」：高機動車、81mm迫撃砲 L16、01式軽対戦車誘導弾
- 第2普通科中隊「14普-2」：高機動車、81mm迫撃砲 L16、01式軽対戦車誘導弾
- 第3普通科中隊「14普-3」：高機動車、81mm迫撃砲 L16、01式軽対戦車誘導弾
- 第4普通科中隊「14普-4」：軽装甲機動車、81mm迫撃砲 L16、01式軽対戦車誘導弾
- 重迫撃砲中隊「14普-重」：120mm迫撃砲 RT

## 整備支援部隊
- 第10後方支援連隊第2整備大隊第1普通科直接支援中隊「10後支-2整-1」（金沢駐屯地）：2004年（平成16年）3月29日から

## 主要幹部
| 官職名                             | 階級    | 氏名     | 補職発令日     | 前職                                              |
| ---------------------------------- | ------- | -------- | -------------- | ------------------------------------------------- |
| 第14普通科連隊長 兼 金沢駐屯地司令 | 1等陸佐 | 澤田典宏 | 2025年08月01日 | 陸上幕僚監部運用支援・訓練部訓練課 訓練・演習班長 |

| 代 | 氏名       | 在職期間                        | 前職                                              | 後職                                             |
| -- | ---------- | ------------------------------- | ------------------------------------------------- | ------------------------------------------------ |
| 01 | 横井孝治   | 1954年09月25日 - 1958年07月31日 | 第3管区総監部第1部長                              | 自衛隊埼玉地方連絡部長                           |
| 02 | 古橋正雄   | 1958年08月01日 - 1961年02月28日 | 陸上自衛隊富士学校機甲科部 研究班長               | 防衛研修所戦史室戦史編さん官 （陸上幕僚監部付）  |
| 03 | 山口立     | 1961年03月01日 - 1962年03月15日 | 陸上幕僚監部第5部総括班長                         | 第4管区副総監 兼 福岡駐とん地司令 （陸将補昇任） |
| 04 | 池渕良次   | 1962年03月16日 - 1964年03月15日 | 第1教育団本部訓練科長                             | 陸上自衛隊幹部学校学校教官                       |
| 05 | 浦川泰一郎 | 1964年03月16日 - 1966年03月15日 | 自衛隊秋田地方連絡部長                            | 第10師団司令部付                                 |
| 06 | 越智誠一   | 1966年03月16日 - 1968年03月15日 | 陸上幕僚監部第3部研究班長                         | 陸上幕僚監部付                                   |
| 07 | 長谷晋     | 1968年03月16日 - 1970年03月15日 | 中央監察隊長 兼 陸上幕僚監部監察官付              | 陸上自衛隊富士学校研究部副部長                   |
| 08 | 池本愈     | 1970年03月16日 - 1972年03月15日 | 陸上自衛隊幹部学校学校教官                        | 中部方面総監部第2部長                            |
| 09 | 森山護     | 1972年03月16日 - 1974年03月15日 | 統合幕僚学校学校教官                              | 北部方面総監部募集課長                           |
| 10 | 檜森政一   | 1974年03月16日 - 1976年03月15日 | 中部方面総監部第1部勤務                           | 第12師団司令部幕僚長                             |
| 11 | 清水濶     | 1976年03月16日 - 1977年07月31日 | 陸上幕僚監部第2部勤務                             | 第7師団司令部幕僚長                              |
| 12 | 牧田光雄   | 1977年08月01日 - 1979年03月15日 | 陸上自衛隊幹部学校学校教官                        | 陸上幕僚監部教育訓練部教育課長                   |
| 13 | 冨田恂二郎 | 1979年03月16日 - 1981年03月15日 | 北部方面総監部調査部                              | 陸上自衛隊幹部学校学校教官                       |
| 14 | 亀井浩太郎 | 1981年03月16日 - 1983年03月15日 | 陸上幕僚監部防衛部研究課 研究班長                 | 西部方面総監部調査部長                           |
| 15 | 吉次美光   | 1983年03月16日 - 1985年08月07日 | 陸上幕僚監部人事部人事計画課 予備自衛官班長       | 陸上自衛隊幹部学校学校教官                       |
| 16 | 豊田勝也   | 1985年08月08日 - 1988年03月31日 | 陸上自衛隊幹部学校総務部総務課長                  | 防衛医科大学校学生部訓練課長                     |
| 17 | 天野良晴   | 1988年04月01日 - 1990年03月15日 | 北部方面総監部防衛部防衛課長                      | 陸上幕僚監部装備部装備計画課長                   |
| 18 | 森満       | 1990年03月16日 - 1992年03月15日 | 陸上幕僚監部調査部調査第1課 企画班長              | 中部方面総監部防衛部長                           |
| 19 | 松島順一   | 1992年03月16日 - 1995年03月31日 | 陸上幕僚監部人事部補任課 人事第2班長              | 陸上自衛隊富士学校総務部長                       |
| 20 | 錦戸泰三   | 1995年04月01日 - 1997年12月07日 | 第7師団司令部第3部長                              | 陸上自衛隊幹部学校主任教官                       |
| 21 | 酒井健     | 1997年12月08日 - 1999年07月08日 | 陸上幕僚監部装備部装備計画課 企画班長             | 陸上幕僚監部装備部装備計画課長                   |
| 22 | 渥美晴久   | 1999年07月09日 - 2002年03月21日 | 陸上幕僚監部教育訓練部教育課 器材・演習場班長     | 東北方面総監部人事部長                           |
| 23 | 高橋敏政   | 2002年03月22日 - 2004年11月30日 | 空挺教育隊長                                      | 第1空挺団副団長                                  |
| 24 | 本庄俊弘   | 2004年12月01日 - 2005年12月04日 | 陸上幕僚監部装備部装備計画課 補給管理班長         | 陸上自衛隊研究本部研究員                         |
| 25 | 山之上哲郎 | 2005年12月05日 - 2007年03月27日 | 陸上幕僚監部防衛部防衛課編成班長                  | 陸上幕僚監部教育訓練部 教育訓練計画課長          |
| 26 | 正木幸夫   | 2007年03月28日 - 2009年03月23日 | 陸上幕僚監部運用支援・情報部 情報課総合情報班長   | 陸上自衛隊研究本部主任研究開発官                 |
| 27 | 海田英昭   | 2009年03月24日 - 2011年08月04日 | 健軍駐屯地業務隊長                                | 陸上自衛隊幹部学校主任教官                       |
| 28 | 冨樫勇一   | 2011年08月05日 - 2012年07月25日 | 陸上幕僚監部人事部補任課 人事第1班長              | 陸上幕僚監部人事部人事計画課長                   |
| 29 | 松永康則   | 2012年07月26日 - 2013年08月21日 | 陸上幕僚監部教育訓練部 教育訓練計画課企画班長     | 陸上幕僚監部監理部総務課 広報室長                |
| 30 | 戒田重雄   | 2013年08月22日 - 2014年08月04日 | 陸上幕僚監部人事部補任課 人事第1班長              | 統合幕僚監部運用部運用第2課長                    |
| 31 | 吉田幸一   | 2014年08月05日 - 2016年03月22日 | 陸上幕僚監部教育訓練部 教育訓練課教育班長         | 北部方面総監部防衛部長                           |
| 32 | 加々尾哲郎 | 2016年03月23日 - 2018年03月22日 | 東部方面総監部防衛部防衛課長                      | 東北方面指揮所訓練支援隊長                       |
| 33 | 梨木信吾   | 2018年03月23日 - 2020年03月17日 | 陸上幕僚監部防衛部 防衛課業務計画班長             | 統合幕僚監部防衛計画部計画課長                   |
| 34 | 根本勉     | 2020年03月18日 - 2022年03月02日 | 陸上幕僚監部装備計画部装備計画課 後方計画班長     | 統合幕僚監部運用部運用第2課勤務                  |
| 35 | 田村秀樹   | 2022年03月03日 - 2024年03月20日 | 北部方面総監部防衛部防衛課長                      | 陸上幕僚監部防衛部防衛課 防衛協力センター長      |
| 36 | 野田哲徳   | 2024年03月21日 - 2025年07月31日 | 東部方面総監部防衛部訓練課長                      | 陸上幕僚監部装備計画部装備計画課長               |
| 37 | 澤田典宏   | 2025年08月01日 -                | 陸上幕僚監部運用支援・訓練部訓練課 訓練・演習班長 |                                                  |

## 主要装備
- 82式指揮通信車
- 軽装甲機動車
- 高機動車
- 1/2tトラック / 73式小型トラック
- 1 1/2tトラック / 73式中型トラック
- 3 1/2tトラック / 73式大型トラック
- 12.7mm重機関銃
- 89式5.56mm小銃
- 5.56mm機関銃MINIMI
- 9mm拳銃
- 対人狙撃銃
- 110mm携帯対戦車弾LAM　パンツァーファウスト3
- 01式軽対戦車誘導弾
- 87式対戦車誘導弾
- 81mm迫撃砲 L16
- 120mm迫撃砲 RT

## 災害派遣
- 1995年（平成7年）1月17日 - 4月27日：阪神・淡路大震災
- 1997年（平成9年）1月9日 - 3月13日：ナホトカ号重油流出事故
- 1998年（平成10年）7月10日 - 11日：福井県鯖江市浅水川堤防溢水現場の土嚢積み
- 2001年（平成13年）5月18日 - 19日：石川県内浦町の山林火災
- 2004年（平成16年）2月9日：福井県大町山での冬山遭難事故
- 2004年（平成16年）7月18日 - 8月3日：福井豪雨
- 2004年（平成16年）10月20日 - 11月24日：新潟県中越地震における災害派遣活動
- 2007年（平成19年）3月：能登半島地震による災害派遣活動
- 2011年（平成23年）1月31日 - 2月1日：平成23年の大雪による災害派遣活動、福井県越前市における除雪支援および給油支援
- 2011年（平成23年）3月14日 - 5月26日：東日本大震災における災害派遣活動、宮城県名取市、山元町における行方不明者の捜索、瓦礫除去、給食支援、給水支援、物資輸送
- 2018年（平成30年）2月6日：平成30年の大雪による災害派遣活動、除雪作業および人命救助[2][3][4]。
- 2021年（令和3年）1月10日 - 11日：令和3年の大雪による北陸自動車道などにおける大雪に係る災害派遣活動[5]。
- 2024年（令和6年）1月1日 - ：令和6年能登半島地震による災害派遣活動開始。翌日より穴水町城山地区、七尾市七尾総合市民体育館などで給水支援活動などを開始[6]。

## 警備隊区
- 第1普通科中隊 - 石川県加賀
- 第2普通科中隊 - 石川県能登
- 第3普通科中隊 - 富山県西部
- 第4普通科中隊 - 福井県全域
- 重迫撃砲中隊 - 富山県東部

なお第14普通科連隊は、連隊編成でありながら、富山県、石川県、福井県の実に3県全域にまたがる担当地域を持つ。立山、白山を始めとする北アルプスや両白山地を抱え、警備隊区に複数の原子力発電所(稼働原子炉の合計は17基)やその他発電所等重要インフラを多数有するという他の普通科連隊には見られない特徴がある。

## 廃止部隊
- 2004年（平成16年）3月28日廃止
  - 第14普通科連隊本部管理中隊管理整備小隊「14普-本」（金沢駐屯地）後方支援体制変換に伴い、整備部門を第10後方支援連隊第2整備大隊第1普通科直接支援中隊へ移管。
- 2014年（平成26年）3月26日廃止
  - 第14普通科連隊対戦車中隊「14普-対戦」（金沢駐屯地）：2004年（平成16年）3月29日新編。